# 蟠螭龙蜥
蟠螭龙蜥（学名：Diploderma panchi）一种于中华人民共和国四川省西部雅江县雅砻江河谷发现的爬行动物，隶属于鬣蜥科（飞蜥科）龙蜥属。种加词取自中国古代典籍《汉书·司马相如传》中描述的雌性、无角的龙——“蟠螭”，因目前仅发现该种雌性。
2020年部分中国学者建议将 Japalura 的中文名改为“龍蜥屬”，而将 Diploderma 的中文属名改名为“攀蜥屬”。故本种在有些资料中又被称为“蟠螭攀蜥”。然而也有学者反对这种不必要的中文名变更，建议维持物种中文名的稳定性。在中国科学院昆明动物研究所研究人员主编的《中国两栖、爬行动物分类变动汇总》中也未接收该建议，仍将 Diploderma 称为“龙蜥属”。

## 保护
本种于2023年被收录入《有重要生态、科学、社会价值的陆生野生动物名录》。